# Calodia obliqua
Calodia obliqua är en insektsart som beskrevs av Nielson 1982. Calodia obliqua ingår i släktet Calodia och familjen dvärgstritar. Inga underarter finns listade i Catalogue of Life.